# Tabú sobre los nombres en la cultura china

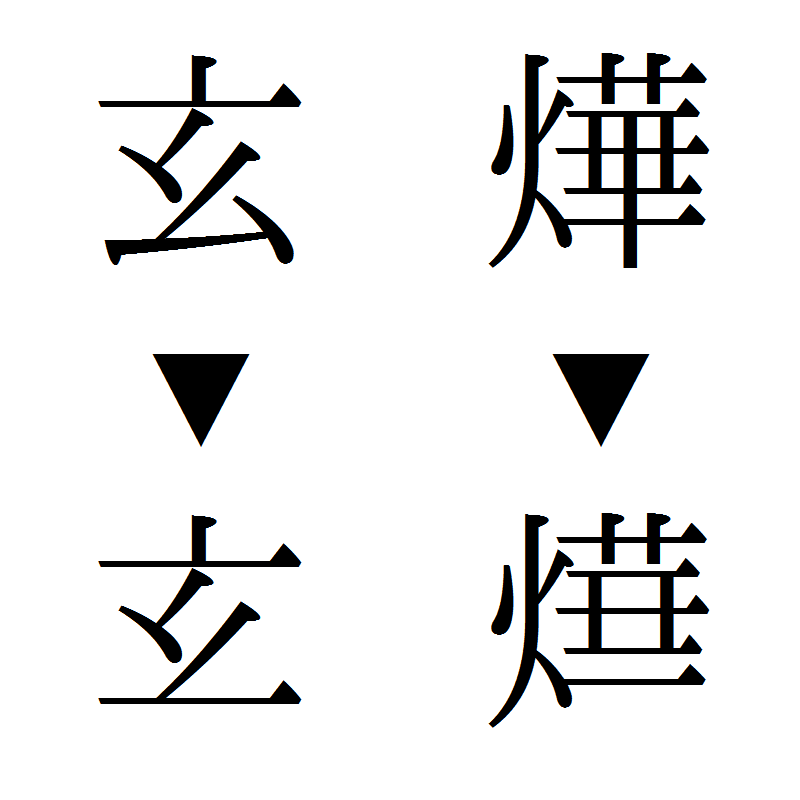
Ejemplo de omisión de un trazo. Se omite el último trazo de cada carácter del nombre de pila del emperador Kangxi "玄" (xuán) y "燁" (yè).

En la antigua China, los nombres de los reyes y emperadores estaban sujetos a un tabú lingüístico conocido como Bihui (en chino tradicional, 避諱; en chino simplificado, 避讳; pinyin, bìhuì) que prohibía pronunciar o escribir los caracteres que formaban el nombre del gobernante o de sus ancestros. Este tabú reflejaba el respeto por la autoridad imperial y su incumplimiento podía tener consecuencias graves, incluso la muerte.
Aunque estos tabúes no se siguen estrictamente en la actualidad, son aún observados por muchas personas que evitan dar a sus hijos nombres que tengan el mismo o similar sonido que el de alguno de sus antepasados. Esto puede explicar por qué aún en la China moderna se encuentra irrespetuoso llamar a los ancianos por su nombre, y por qué es raro encontrar personas con el mismo nombre que sus padres.

## Tipos
Existían distintas variantes de este tabú:
- El tabú sobre los nombres del estado (国讳; 國諱) se aplicaba al nombre del emperador y sus ancestros. Por ejemplo, durante la dinastía Qin se evitó el uso de Zheng (政), que era el nombre propio del rey Qin Shi Huang; así, el primer mes del año, zheng yue (正月: el mes honesto) fue renombrado a duan yue (端月: el mes respetable/honesto). Generalmente se evitaron los nombres de los ancestros hasta siete generaciones después de su muerte.

Ciudades o funcionarios con nombres que coincidieran con los del emperador o el de sus ancestros debían cambiarlos. por ejemplo Zhaoyang fue renombrada Shaoyang.
Es importante tener presente este tabú al estudiar textos históricos antiguos del ámbito cultural, ya que los personajes y/o lugares históricos pueden renombrarse si comparten el nombre del emperador en el poder cuando se escribió el texto. Por lo tanto, el estudio de los tabúes de nombres también puede ayudar a datar un texto antiguo.
- El tabú sobre los nombres del clan (家讳; 家諱) se aplicaba al nombre de los ancestros de uno mismo.
- El tabú sobre el nombre de Sus Santidades (聖人諱) se aplicaba al uso del nombre de personas respetadas. Por ejemplo, el nombre Confucio fue prohibido durante la dinastía Jin.

En documentos diplomáticos y cartas entre clanes se observaban los tabús sobre los nombres de cada uno de los clanes implicados.
En 1777 Wang Xihou (王錫侯) escribió el nombre del emperador Qianlong en un libro, por lo que él y sus familiares fueron ejecutados.

## Métodos
Se empleaban tres métodos distintos para evitar el uso de un carácter tabú:
- Cambiar el carácter por otro que sea sinónimo o suene parecido al carácter que quiere evitarse. Por ejemplo, la puerta Xuanwu (玄武門 Puerta del Norte) de la Ciudad Prohibida se renombró como Shenwu (神武門：Puerta del Divino Poder) para evitar el primer carácter de Xuanye (玄燁), que era el nombre propio del emperador Kangxi.
- Dejar un espacio en blanco en el lugar del carácter.
- Omitir un trazo en el carácter, especialmente el trazo final.

## En caracteres muy frecuentes
A lo largo de la historia de China hubo emperadores, cuyos nombres contenían caracteres frecuentes, que intentaron aliviar la carga que suponía la observancia de este tabú. Por ejemplo el emperador Xuan Di, cuyo nombre de pila Bingyi (病已) contenía dos caracteres muy frecuentes, cambió dicho nombre por Xun (詢), un carácter mucho más infrecuente, con el propósito explícito de facilitar a su pueblo la observancia del tabú. Análogamente, el emperador Taizong de Tang, cuyo nombre de pila Shimin (世民) también contenía dos caracteres muy frecuentes, ordenó que el tabú sobre su nombre solamente requiriera evitar el uso de los caracteres Shi y Min cuando aparecían juntos y no por separado, que era lo tradicional. Sin embargo, su hijo el emperador Gaozong de Tang anuló dicha orden tras la muerte de su padre restableciendo el tabú original sobre los caracteres por separado.